# Heim ins Reich
Heim ins Reich (ouçaⓘ; alemão; "Regresso ao Império" ou "Regresso ao Reich"), é a designação de uma política levada a cabo por Adolf Hitler a partir de 1938. O seu objectivo era convencer os cidadãos de etnia alemã, que viviam fora do Terceiro Reich (p.ex.: na Áustria e nos distritos ocidentais da Polónia), que podiam trazer estas regiões de volta a "casa", para a Grande Alemanha. Incluía regiões cedidas após o Tratado de Versalhes, tal como outras que tivessem populações alemãs em número significativo, como a Região dos Sudetas.
Esta política era gerida pelo VOMI (Hauptamt Volksdeutsche Mittelstelle ou "Gabinete Central dos Alemães Étnicos"). Como parte do NSDAP, tinha a seu cargo todas as questões relaccionadas com o Volksdeutsche issues. Em 1941, o VOMI ficou sob o controlo das Schutzstaffel.